# Nav-e Bala
Nav-e Bala (persan : ناوبالا, également romanisée comme nav-e Bālā) est un village du district rural de Kharajgil, dans le district d'Asalem du comté de Talesh, dans la province de Gilan, en Iran. Lors du recensement de 2006, sa population était de 54 personnes, répartie dans 9 familles.